# 모리 가쓰나가
모리 가쓰나가(일본어: 毛利勝永 もうり かつなが[*], 	덴쇼 6년(1578년) ~ 게이초 20년 음력 5월 8일(1615년 6월 4일)는 아즈치모모야마 시대부터 에도 시대 초기까지의 무장이다. 도요토미 가문의 가신. 오사카 전투에서 활약하였다. 자식은 가쓰이에(勝家) 등이 있다.
가쓰나가(勝永)이라는 휘는 일차 사료에서 확인할 수 없고 발급문서는 모두 요시마사(吉政)이라고 서명하였으며 사료는 모리 요시마사(毛利吉政)로 알려졌다. 이 요시마사의 「政」은 류조지 마사이에의 일자 배령이다.

## 생애

### 전력
덴쇼 6년(1578년), 모리 가쓰노부의 아들로서 오와리국에서 탄생했다고 하는데, 오미 나가하마에서 탄생했다고 하는 설도 있다. 아버지 가쓰노부와 마찬가지로 도요토미 히데요시를 가신으로 섬겼다.
덴쇼 15년(1587년), 규슈 평정을 마친 히데요시는 부젠 8군 중 구로다 요시타카에게 6군 12만 석을, 요시나리에게 규구군, 다카우군의 2군 6만 석을 주어 오구라의 영주로 삼았지만, 이 6만 석 중 1만 석이 가쓰나가에게 부여되었다. 단, 게이초 4년 제후 분한장에서는, 가쓰나가의 영주로 삼았는데,
부젠(豊前)에 봉해졌을 때, 히데요시의 지시에 따라 모리(森)성에서 주고쿠 지방의 모리(毛利)씨와 같은 모리(毛利)씨와 같은 한자를 바꾸어 성을 바꿨다고 하지만 [9], 이듬해 정월 19일의 히데요시(秀吉)주인장의 수신명은 모리 카즈키마모루(森一起守)에게로 되어 있으므로, 실제로 모리(毛利)성으로 바꾼 시기는 히고 국인 일규·부·풍전국인 일규의 진압이다.
덴쇼 16년(1588년), 모리 데루모토의 접대역이 되어, 노 흥행에서 북을 선보이고, 데루모토와 공가중과의 회견에 동반을 허락받았다. 덴쇼 18년(1590년), 순찰사 알레산드로 발리냐노가 일본에 방문했을 때에 코쿠라에서 마중했다.
게이초 2년(1597년), 조선 출병에 종군하고 임진왜란 때 울산왜성을 구원하고 조명연합군을 물리칠 때 전공을 세웠다. 전쟁터에서는 조선에서 입수한 개를 도요토미 히데쓰구에게 보내어 사례장을 받았다.
게이쵸 3년(1598년), 도요토미 히데요시의 사망으로 유형을 구분하여 유물 사다사의 칼을 수령했다.
게이초 5년(1600년) 세키가하라 전투에서는 아버지와 함께 서군에 참전했다. 영지가 있는 규슈에 하향하고 있던 아버지를 대신해 중앙에서 군세를 지휘한 가쓰나가는 후시미성 전투에서 각별한 전공을 세워, 모리 데루모토·우키타 히데이에로부터 감장과 3,000석의 가증을 받는다. 그러나 모리큐자에몬(가하루타케 성주)과 모리칸자에몬 등 많은 가신을 잃었다.이어진 아노쓰성 전투와 세키가하라 본선 때에는 가쓰나가가 데루모토 가신과 함께 안코쿠지 에케이의 휘하에 놓였고, 집안도 혼란스러웠고 활약하지 못하고 끝났다.
부젠에서는 고쿠라성을 구로다뇨미즈(효고)에게 빼앗기고 있어 전후 개역이 되었다. 아버지와 함께 그 신병을 가토 기요마사에 이어 야마우치 가즈토요에게 맡겨졌다. 구지이기도 해 친교가 있던 야마우치 가문에서는 1천석의 봉지를 할당받아 부자를 모두 극진히 대접받았다고 한다.특히 가쓰나가의 동생은 야마우치성을 받고 야마우치 요시치카(山内吉近)를 자칭하고 2천 석을 주었으나 게이초 18년경에 도사를 떠나 기슈 아사노 가문을 섬겼다고 한다. 한편, 가쓰나가는 고치성 북부의 구마무라에서 생활하며 때때로 등성을 하기도 했다. 게이초 15년(1610년) 5월 25일, 정실인 야스히메가 사망하였으므로, 가쓰나가는 삭발을 하고 출가하여, 잇사(一斎)이라고 호칭했다. 이듬해 5월 6일에 아버지 가쓰노부가 사망하고, 7일에 하쿠운인덴 고유키진기(白雲院殿好雪神祇)로 시호하여 에노쿠치 무라오도야마 키엔방(江ノ口村尾戸山喜圓坊)에 장사를 지내고, 후에 하타무라 야스야마(秦村泰山)으로 이장했다.

### 오사카 전투
게이쵸 19년(1614년), 도요토미 히데요리로부터 초청을 받아 도사로부터의 탈출을 계획하고 그 때에 부재중인 야마우치 야스토요에 대해서, 가쓰나가는 도쿠가와 쪽에 딸린 번주 야마우치 다다요시와는 옛날 중도 사이에서 목숨을 걸고 서로 도울 약속을 했으니 부디 다다요시의 진중(즉 포위측)으로 보내달라고 부탁했다. 장남 모리 가쓰이에를 부재중으로, 차남 쓰루치요를 성에 인질로 남겨두고 야스토요는 안심하고 보냈지만, 가쓰나가와 함께 가쓰이에도 배로 도망쳐 오사카 쪽으로 달렸다. 야마우치 다다요시는 격노하여 가쓰이에의 감시자였던 야마우치 시로베에게 할복을 명하였고, 쓰루치요와 가쓰나가의 아내와 딸은 성내에 연금되었다.
오사카성에 입성한 가쓰나가는 도요토미 가문의 보수 가신이기도 하며, 여러 장수의 신망을 얻어 오사카 성의 5인방이라 칭해졌다. 오사카 겨울 전투에서는 성의 서북쪽, 현재의 이마바시 부근을 수비했지만, 눈에 띄는 활약은 없었다.
게이쵸 20년(1615년), 오사카 여름 전투에서는 5월 6일 도묘지 전투에서 패퇴한 고토 모토쓰구 등의 패잔병을 모리 가쓰나가대가 수용했다. 가쓰나가는 자군 중에서 추출한 총대를 전방에 남겨두고, 가쓰나가 자신은 본대를 이끌고 오사카성 방면으로 철수했다.
7일 덴노지구치 전투(天王寺口の戦い)에서는 아들 가쓰이에·가시이 마사타카·야마모토 기미오·다케다 나가오·아자이 나가후사[30] 등 병사 4천을 이끌고 도쿠가와 이에야스 본진의 정면에 해당하는 사천왕사 남문 앞에 포진하였다. 혼다 다다토모의 공격을 받자 사나다 노부시게는 이에 응하지 않도록 가쓰나가에게 전령했고, 가쓰나가도 아군을 억제하려 했으나 전투가 치열해져 포기했다. 오히려 혼다대에 역습하여 다다토모, 오가사와라 히데마사, 다다나가 부자를 순식간에 무찔렀다. 이어 아사노 나가시게, 아키타 사네스에, 사카키바라 야스카쓰, 안도 나오쓰구, 로쿠고 마사노리, 센고쿠 다다마사, 스와 다다쓰네, 마쓰시타 시게쓰나, 사카이 이에쓰구, 혼다 다다즈미의 부대를 격파하고 마침내 이에야스의 본진에 돌입했다. 그러나 사나다군이 전멸하고 전선이 붕괴되자 사방에서 관동세의 공격을 받아 마침내 철수를 시작했다. 나나테구미 제장이 반격으로 돌아서서 도도 다카토라를 무찌르자, 가쓰나가도 이에 협력하여 쓰치야마에서 잠시 이이 나오타카나 호소카와 다다오키 등의 공격을 막고 있었지만, 성내로 철수했다.
8일 마지막에는 수호하고 있던 도요토미 히데요리를 가이샤쿠를 한 후 아들 가쓰이에, 동생 야마우치 간카이유 요시치카와 함께 노전 야쿠라(야마자토마루)에서 자해했다고 한다. 향년 37세로 순절했다.
전후 도쿠가와 이에야스는 도사 야마우치 다다요시에게 성안에 갇혀 있던 모자 3명을 경으로 호송하도록 명했다. 10세의 다로베는 참수되었지만, 다로베 이외의 친척은 구명되어 도사로 돌아갔다.

## 일화
- 오사카 전투가 가깝다고 전해들은 모토시 가쓰나가는 어느 날 처자를 향해 나는 도요토미 가문에 많은 은혜를 입고 있으며 히데요리 공을 위해 목숨을 바치고 싶다. 하지만 가쓰나가는 '대판 편을 들면 남은 너희들이 고생할 것이라며 탄식하며 눈물을 흘렸다'. 이 말을 들은 아내는 「당신을 위한 일, 집안의 명예입니다.남는 자가 걱정이라면, 우리들은 이 섬의 파도에 잠겨 목숨을 끊읍시다」라고 말해 가쓰나가를 격려했다. 가쓰나가는 기꺼이 한 계책을 짜내어 아들 승가와 함께 대판성으로 달려갔다. 후에 이를 들은 이에야스는 "건장한 뜻이 있는 사람은 모두 이와 같다. 그의 처자를 관대하게 용서하고 벌해서는 안 된다.'고 명하였고, 가쓰나가의 처와 차남 타로베는 성내에 초대되어 보호받았다고 한다.
- 도묘지 전투에서는 짙은 안개 때문에 사나다 노부시게, 모토시 가쓰나가 등의 뒷통수가 늦어져 고토 모토쓰구 등 유명 무장들이 전사했다. 뒤늦게 합류한 사나다 노부시게는 가쓰나가를 향해 「짙은 안개 때문에 아군을 구할 수 없고, 고토 마타베(고토 모토쓰구)등을 죽게 해 버린 것을, 자신은 부끄럽게 생각한다. 마침내 도요토미 가문의 운도 다했을지도 모른다」라고 한탄하며, 이 자리에서의 도사를 각오했다. 이 소식을 들은 가쓰나가는 여기서 죽어도 소용이 없다.바라건대 우부(도요토미 히데요리)님의 말 앞에서 화려하게 죽자꾸나."라고 위로했다고 한다.
- 가쓰나가(毛利勝永)는 덴노지구치의 결전에서 큰 활약을 펼쳤는데, 이를 망견하고 있던 구로다 나가마사는 동료 가토 요시아키에게 "김노와누키의 기지인 성병이 역전하고 있는데, 저 대장은 누구이겠느냐"고 물었다.가명은 '모리잇키수(毛利一紀守)가 아들이다'라고 대답하였다. 그 말을 들은 장정은 '바로 얼마 전까지 유약한 사람으로 생각했는데, 무략에 숙달된 대장이 된 거야'라고 감탄하였다고 한다.
- 당시 오사카성 전투를 본 선교사는 '선두에는 사나다 및 다른 한 사령관 모리의 풍전이 있어 말할 수 없는 용기로서 전비, 서너 번 격렬하게 적을 공격했다면 (중략)내부(도쿠가와 이에야스)도 실망에 빠지고 일본의 풍습에 따라 기복을 자르려 한다는 이유'라고 이상과 같이 보고했다. ('16년 내부('도쿠가와 이에야스)' 도쿠가와 이에야스 40년, 일본의 풍습에 따라 기복을 자른다고 16년 내지 16년 총장을 보내면서 "16년"와 같이 보고했다.사나다·모리의 분투는 「야마시타 비록」, 「츠네야마 기담」, 「무가사기」의 기술에도 보인다[41].
- 에도시대 중기의 문인 카미사와 사다간(神澤貞幹)은 자신이 저술한 수필 『옹초(翁草)』에서 모리 가쓰나가(毛利勝永)의 활약을 찬양하여 '아깝게도 후세, 사나다에 대한 이야기를 하며 모리를 불초, 시모리가 불초첨'이라고 적고 있다.
- 오사카 전투의 이후, 도사야마 우치가에서는 가쓰나가의 구신·스기 스케자에몬에게 명해 가쓰나가의 일을 정리하게 했다. 이것은 『모리토요(毛利豊) 전수전 1권』으로서 오랫동안 야마우치 가문에 전래되었으며, 가쓰나가(勝永)에 관한 기록으로서는 유일한 것이다. 다이쇼 말년에 후쿠모토 니치미나미(福本日南)가 이를 보고 『오사카성의 7장성』(아래 게재)을 쓰고 있다. 현재 항간에 유포되고 있는 가쓰나가의 생년은 「모리 부젠수전 1권」에 근거한 것이다.